# La Puerta de San José
La Puerta de San José är en ort i Argentina.   Den ligger i provinsen Catamarca, i den norra delen av landet, 1 100 km nordväst om huvudstaden Buenos Aires. La Puerta de San José ligger 1 434 meter över havet och antalet invånare är 1 073.
Terrängen runt La Puerta de San José är huvudsakligen kuperad, men österut är den bergig. La Puerta de San José ligger nere i en dal. Runt La Puerta de San José är det mycket glesbefolkat, med 2 invånare per kvadratkilometer.. Det finns inga andra samhällen i närheten.
Omgivningarna runt La Puerta de San José är i huvudsak ett öppet busklandskap.